# Sentinel Butte
La ville de Sentinel Butte est située dans le comté de Golden Valley, dans l’État du Dakota du Nord, aux États-Unis. Sa population s’élevait à 56 habitants lors du recensement de 2010, estimée à 62 habitants en 2018.

## Démographie
| 1920 | 1930 | 1940 | 1950 | 1960 | 1970 |
| ---- | ---- | ---- | ---- | ---- | ---- |
| 292  | 219  | 256  | 229  | 160  | 125  |

| 1980 | 1990 | 2000 | 2010 | - | - |
| ---- | ---- | ---- | ---- | - | - |
| 86   | 79   | 62   | 56   | - | - |

## Source
- (en) Cet article est partiellement ou en totalité issu de l’article de Wikipédia en anglais intitulé « Sentinel Butte, North Dakota » (voir la liste des auteurs).